# أرسكين ماير
أرسكين ماير (بالإنجليزية: Erskine Mayer)‏ هو لاعب كرة قاعدة أمريكي، ولد في 16 يناير 1889 في أتلانتا في الولايات المتحدة، وتوفي في 10 مارس 1957.

## وصلات خارجية
- أرسكين ماير على موقعبيزبول رفرنس.كوم (الدوري الرئيسي) (الإنجليزية)
- أرسكين ماير على موقعبيزبول رفرنس.كوم (الدوري الثانوي) (الإنجليزية)
- أرسكين ماير على موقع جمعية أبحاث البيسبول الأمريكية (الإنجليزية)
- أرسكين ماير على موقع مشجعي الرسوم البيانية (الإنجليزية)